# Bum Bum (Irene Grandi)
Bum Bum è il terzo singolo della cantante italiana Irene Grandi, pubblicato nel marzo del 1995.

## Il singolo
La canzone è stata scritta da Telonio e Eric Buffat per il secondo album della cantante, In vacanza da una vita del 1995. Inizialmente era usata come sigla del Festivalbar 1995 ma venne estratta come primo singolo che anticipò l'album.
Questo singolo fu l'unico dell'album ad essere venduto sia in Italia che all'estero, come ad esempio nei Paesi Bassi.
Il videoclip di Bum Bum è stato realizzato a Rotterdam, molte riprese al Kunsthal Museum e a Blaak.

## Formazione
- Irene Grandi - voce, cori
- Eric Buffat - pianoforte, cori, programmazione, Fender Rhodes
- Lele Melotti - batteria
- Telonio - chitarra, cori, basso
- Gianni Salvatori - chitarra, cori
- Dado Parisini - organo Hammond, cori
- Riccardo Galardini - chitarra
- Vincenzo Rende - chitarra
- Emanuela Cortesi, Monica Magnani, Filippo Martelli - cori

## Tracce
1. Bum bum
2. Il gatto e il topo

## Classifiche
| Posizione | 12 | 8 | 6 | 4 | 2 | 2 | 2 | 5 | 3 | 2 | 7 | 7 | 9 | 19 | 33 | 44 |